# Brenthonne
Brenthonne é uma comuna francesa na região administrativa de Auvérnia-Ródano-Alpes, no departamento de Alta Saboia. Estende-se por uma área de 8,38 km². Em 2010 a comuna tinha 1 091 habitantes (densidade: 130,2 hab./km²).